# Karl Wohlfahrt (Taekwondoin)
Karl Wohlfahrt (* 28. April 1952; † 23. November 2012) war ein deutscher Taekwondoin.
Im September 1972 fand in München die letzte deutsche Meisterschaft im Taekwondo statt, die ohne Gewichtsklassen ausgetragen wurde. Dabei gewann er die Goldmedaille. Weitere Goldmedaillen bei deutschen Meisterschaften holte er sich 1973, 1974, 1975, 1978, 1980, 1982, 1991 und 1993 in unterschiedlichen Gewichtsklassen. Auch bei den Internationalen Deutschen Meisterschaften 1981, 1982 und 1983 konnte Wohlfahrt den ersten und 1980 und 1992 den zweiten Platz belegen. Am 23. September 1982 gewann er in Rom zum ersten und einzigen Mal den Titel eines Europameisters. Er entschied dabei das Finale in der Gewichtsklasse bis 64 kg gegen den Niederländer Henk Horsten für sich. Allein schon seine jahrzehntelange erfolgreiche sportliche Laufbahn machte Wohlfahrt zu einer Legende des deutschen Taekwondo.